# 미르 모하메드 레자울 카림
미르 모하메드 레자울 카림(Mir Mohammed Rezaul Karim, 1935년 3월 1일 ~ 2005년 10월 29일)은 지난날 파키스탄 기업가 겸 외교관이었으며 훗날 방글라데시 외교관 겸 정치가로 활동하는 등 방글라데시 창건 원로의 일원이 되기도 하였다.

## 주요 이력
1971년 이후 방글라데시 외교관으로 활동한 그는 이란 주재 대사, 소련 주재 대사, 러시아 주재 대사 등의 직책을 지냈다.